# Baixos Casa Ramona
Els Baixos Casa Ramona és una obra de Ripoll protegida com a Bé Cultural d'Interès Local.

## Descripció
Conjunt format per dues obertures -una porta i un portal-, situades a l'interior d'un únic marc de carreus de pedra. La porta té un marc individual, també de carreus de pedra; per sobre de la llinda de la porta hi ha una reixa de ferro forjat treballada amb la data 1877.